# Turkmenella
Turkmenella es un género de foraminífero bentónico de la subfamilia Lenticulininae, de la familia Vaginulinidae, de la superfamilia Nodosarioidea, del suborden Lagenina y del orden Lagenida. Su especie tipo es Turkmenella granata. Su rango cronoestratigráfico abarca desde el Eoceno hasta la Actualidad.

## Clasificación
Turkmenella incluye a las siguientes especies:
- Turkmenella bzurae
- Turkmenella cyclos
- Turkmenella darwazaensis
- Turkmenella dipauperata
- Turkmenella discus
- Turkmenella gerlandi
- Turkmenella granata
- Turkmenella grundensis
- Turkmenella incisus
- Turkmenella infans
- Turkmenella infrasuzakensis
- Turkmenella klagshamnensis
- Turkmenella kubinyii
- Turkmenella laticarinata
- Turkmenella moravica
- Turkmenella parallela
- Turkmenella pulavensis
- Turkmenella regularis
- Turkmenella ruditziana
- Turkmenella siddilliana
- Turkmenella singularis
- Turkmenella tchouenkoi
- Turkmenella vernikosa
- Turkmenella zhongzhouensis